# 朝倉保
朝倉 保（あさくら たもつ、生没年不明）は、日本の元サッカー選手。元サッカー日本代表。現役時代のポジションはミッドフィールダー。

## 来歴
早稲田大学に在籍していた1927年8月、上海で開催された第8回極東選手権競技大会のサッカー日本代表メンバーに選出された。この大会で27日に初戦、中華民国代表との試合にフル出場したが、1-5で負けた。29日のフィリピン代表との試合にもフル出場し、2-1で勝利した。この勝利は日本代表にとって初めての国際Aマッチでの勝利だった。

## 代表歴
- 1927年8月27日 - A代表初出場 - 中華民国戦

### 出場大会など
- 第8回極東選手権競技大会（準優勝）

### 試合数
- 国際Aマッチ 2試合（1927）[3][4]

| 日本代表 | 国際Aマッチ | 国際Aマッチ |
| 年       | 出場        | 得点        |
| -------- | ----------- | ----------- |
| 1927     | 2           | 0           |
| 通算     | 2           | 0           |

### 出場
| No. | 開催日         | 開催都市 | スタジアム | 対戦相手   | 結果 | 監督 | 大会       |
| --- | -------------- | -------- | ---------- | ---------- | ---- | ---- | ---------- |
| 1.  | 1927年08月27日 | 上海     |            | 中華民国   | ●1-5 |      | 極東選手権 |
| 2.  | 1927年08月29日 | 上海     |            | フィリピン | ○2-1 |      | 極東選手権 |